# John L. Williams
John L. Williams (Palatka, 23 novembre 1964) è un ex giocatore di football americano statunitense che ha militato nel ruolo di fullback nella National Football League (NFL).

## Carriera professionistica
Al college Williams giocò a football a Florida. Fu scelto dai Seattle Seahawks nel primo giro (15º assoluto) del Draft NFL 1986 e vi giocò per otto stagioni fino al 1993. Fu convocato per il Pro Bowl nel 1990 e 1991 e disputò le ultime due stagioni della carriera con i Pittsburgh Steelers nel 1994 e 1995. La sua ultima gara in carriera fu il Super Bowl XXX in cui partì come fullback titolare. Gli Steelers persero contro i Dallas Cowboys 27-17.

## Palmarès

### Franchigia
- American Football Conference Championship: 1

Pittsburgh Steelers: 1995

### Individuale
- Convocazioni al Pro Bowl: 2

1990, 1991
- PFWA All-Rookie Team - 1986
- 50 migliori giocatori del 50º anniversario dei Seahawks